# إبراهيم القباني
إبراهيم القباني (1 يناير 1852 - 17 أكتوبر 1927) هو مغني وملحن مصري، ويعد أحد أعلام الموسيقى المصرية، كان شغوفاً بالغناء منذ طفولته وكان يتمتع بصوت جميل.

## حياته ونشأته
ولد إبراهيم محمد حسين الوكيل سنة 1852 بمدينة دمنهور، تمتع منذ طفولته بصوت جميلا، فعهد إليه ناظر المدرسة التي كان يتعلم فيها بتقديم الأناشيد بصوته أمام التلاميذ وقرأة القرآن، كان يؤدي الآذان أوقات الصلاة، وحفظ كثيراً من الموشحات والأدوار وبعد نيله شهادة الدراسة الابتدائية عمل موظفاً في المالية، وفي الوقت ذاته كان يشبع هوايته الموسيقية، فتعلم العزف بآلة العود، والمقامات الموسيقية والأوزان والإيقاعات، وبعد أن اكتملت معارفه الموسيقية، استقال من وظيفته ليتفرّغ للغناء والتلحين.

## مسيرته
- بدأ مسيرته الفنية مطرباً يغني في الليالي والأفراح، واضطر إلى أن يهجر بيت والده بسبب معارضته الشديدة له في السير على طريق الفن، فأخذ يتنقل من بلدة إلى بلدة في مصر حتى انتهى به المطاف في مدينة الزقازيق، حيث كوَّن لنفسه تختاً موسيقياً وراح يغني في المقاهي.[5]
- عاد إلى القاهرة بعد وفاة والده في عام 1875، والتقى فيها الملحن محمد عبد الرحيم المسلوب، وحصل منه علي الكثير من المعارف الموسيقية. [6]
- اختص بتلحين الأدوار، وفي بداية حياته الفنية قام بإعادة تلحين أدوار محمد عثمان: مثل دور قدك أمير الأغصان الذي لحنه محمد عثمان من مقام البيات، وأعاد تلحينه على مقام البوسليك، وحوّل دور أنا يا بدر لم أنظر مثلك" من الراست إلى الجهار كاه، حتي بعد ذلك بدأ يلحن أدواراً خاصة به،[7]
- استخدم في ألحان أدواره مقامات نادرة في تلحين الدور بمصر، مثل مقام السازكار الذي لحن عليه دور الفؤاد مخلوق لحبك، ودور قلت له والنبي ترحم. [8]
- من الأدوار التي لحنها وقام بغناء كثير منها: "العشق كله نواح، الفؤاد مخلوق لحبك، فؤادي أعمل له إيه ، قلت له والنبي ارحم ، من قبل ما أهوى الجمال ،يا قلبي مالك صبحت تشكي ، يا قمري داري العيون".
- لحن لكبير المطربين والمطربات في مصر منهم سيد الصفتي وزكي مراد ويوسف المنيلاوي وآمال حسين.[9]
- إضافة إلى تلحين الأدوار، برع في العزف بآلة العود، فكان من أمهر العازفين وتعلم عزف العود على يديه كثيرون من أهل الفن منهم : أم كلثوم ونادرة الشامية. [10]
- تأسست نقابة الموسيقيين سنة 1920، وصار أول نقيب للموسيقيين.